# Lynxosa nefasta
Espèce
Synonymes
- Hogna nefasta Tongiorgi, 1977

Statut de conservation UICN

 EN B1ab(i,ii,iii)+2ab(i,ii,iii) : En danger
Lynxosa nefasta est une espèce d'araignées aranéomorphes de la famille des Lycosidae.

## Distribution
Cette espèce est endémique de l'île de Sainte-Hélène.

## Description
La carapace des femelles mesure de 7,75 à 9,50 mm de long sur de 5,25 à 7,00 mm.
La femelle décrite par Sherwood, Henrard, Logunov et Fowler en 2023 mesure 14,9 mm.

## Systématique et taxinomie
Cette espèce a été décrite sous le protonyme Hogna nefasta par Tongiorgi en 1977. Elle est placée dans le genre Lynxosa par Sherwood et al. en 2024.

## Publication originale
- Tongiorgi, 1977 : « Fam. Lycosidae. La faune terrestre de l'île de Sainte-Hélène. IV. » Annales du Musée Royal de l'Afrique Centrale, Série in Octavo, Sciences Zoologiques, vol. 220, p. 105-125.